# 끝나지 않은 전쟁
"끝나지 않은 전쟁"(63 Years On)은 한국에서 제작된 김동원 감독의 2008년 다큐멘터리 영화이다. 이승구 등이 제작에 참여하였다. 제2차 세계 대전 중 아시아 지역의 일본군 위안부에 관한 이야기를 다루고 있다.

## 기타
- 조감독: 정지원
- 음향: 임준철